# Fatti di Pontelandolfo e Casalduni
I fatti di Pontelandolfo e Casalduni furono una serie di accadimenti sanguinosi susseguitisi nell'agosto del 1861 presso le due località della provincia di Benevento. Tali fatti rientrano nel più ampio contesto successivo all'Unità d'Italia nel quale, fra il 1861 e il 1865, il neo costituito Regno unitario mise in atto una decisa azione di repressione del fenomeno del brigantaggio postunitario italiano meridionale.
A innescare la spirale di violenza fu un'incursione brigantesca nei comuni di Pontelandolfo e Casalduni, alla quale seguirono dapprima l'uccisione di 45 soldati presso Casalduni, e infine la successiva rappresaglia militare che colpì i cittadini e gli abitanti dei due paesi.
Le grandi differenze nei resoconti di quei fatti già dai giorni appena successivi agli eventi, rendono ancora oggi complessi sia la ricostruzione di quanto avvenne sia il conteggio delle vittime: in mancanza di dati ufficiali e a seconda delle diverse fonti storiche, il numero dei morti nella rappresaglia varia da 13, a 17, a 164, fino a 400 o 1 000, mentre in altri testi non si fa cenno ad alcuna vittima.

## Storia

### Le sommosse del 7 agosto a Pontelandolfo e Casalduni

I briganti Cosimo Giordano (primo a sinistra), Carlo Sartore e Francesco Guerra

All'indomani della proclamazione del Regno d'Italia, in molte parti dei territori dell'ex Regno delle Due Sicilie vi furono episodi di rivolta spesso capeggiati dai cosiddetti reazionari, ovvero cittadini o militari del disciolto Esercito delle Due Sicilie rimasti fedeli ai Borbone e che avevano in odio i "piemontesi".
Uno di questi episodi ebbe luogo il 7 agosto 1861 a Pontelandolfo, paese di circa 5 000 abitanti a sud dei monti del Matese che da tempo erano rifugio di bande di reazionari e nel quale per questo si temeva una rivolta.
Il 1º agosto il patriota Giuseppe de Marco di Paupisi, ex impiegato della dogana di Pontelandolfo che in appoggio alla spedizione di Garibaldi aveva preso parte nel 1860 alla liberazione di Benevento dal dominio pontificio, arrivava in paese con una banda di volontari della Guardia Nazionale; tuttavia il giorno seguente, sentito del numero crescente di briganti sui monti, abbandonava Pontelandolfo insieme ai liberali del paese, al sindaco, al delegato di pubblica sicurezza, ai capitani e ai tenenti. A Casalduni il delegato provò a trattenere cinquanta guardie mobili che si stavano spostando da Cerreto a Benevento ma senza successo; raccolti i pochi liberali del paese, anche questo gruppo si rifugiò a Benevento lasciando sguarnita Casalduni.
Alla sera del 7 agosto alcuni briganti della brigata fra Diavolo, comandati da un ex sergente borbonico, il cerretese Cosimo Giordano, occupò Pontelandolfo ormai sguarnita. Riporta Enrico Isernia nella sua Istoria della città di Benevento (1896):
Un resoconto dove si riferisce di una sola vittima viene dato dal quotidiano Il Popolo d'Italia, fondato da Mazzini a Napoli nel 1860, che nel numero del 18 agosto scriveva:
Una cronaca ancora differente si legge in Notizie storiche documentarie sul brigantaggio nelle province napoletane dai tempi di fra Diavolo sino ai nostri giorni di Marco Monnier (Firenze, 1862):
Dopo questi fatti si tentò di mantenere l'ordine pubblico affidandolo senza successo a soldati del prosciolto Esercito napoletano: i reazionari rubarono loro le armi e si unirono a gruppi di altri rivoltosi che ruppero stemmi e bandiere nei vicini paesi di Fragneto Monforte e Campolattaro e rapinarono alcuni cittadini che si dicevano liberali, ovvero fedeli ai Savoia. Il brigante Cosimo Giordano il giorno 9 agosto svaligiò la posta, rubò i cavalli e tornato a Pontelandolfo ordinò la fucilazione di un tal Libero D'Occhio, corriere segreto del De Marco. Poi la banda si rifornì di armi, munizioni, vestiti e denaro chiedendoli ai possidenti dei dintorni.

### La ricognizione dei militari dell'11 agosto e loro uccisione a Casalduni
L'11 agosto il luogotenente Cesare Augusto Bracci, incaricato di effettuare una ricognizione su luoghi dell'incidente, si diresse da Campobasso verso Pontelandolfo alla guida di quaranta uomini della Guardia nazionale italiana e quattro Carabinieri. Nei pressi del paese, gli uomini issarono bandiere bianche per mostrare che non volevano attaccare. Una volta entrati e accampatisi, videro avvicinarsi un gruppo di briganti e contadini armati, e i soldati, per non venire accerchiati, cercarono di spostarsi verso San Lupo, dove era situato il quartier generale. Tuttavia, poiché la strada era sbarrata, arretrarono verso Casalduni, dove furono accerchiati, catturati e, successivamente, uccisi per ordine del brigante Angelo Pica. In tutto furono uccise 45 persone.
Sei militari, già gravemente feriti, furono massacrati a colpi di mazza. Un cocchiere si segnalò per il suo comportamento, facendo passare e ripassare dei cavalli al galoppo sopra i corpi dei soldati, alcuni moribondi, altri solo feriti ma impossibilitati a muoversi perché legati.
Fu allora inviato un altro reparto militare, questa volta di ben maggiore forza, comandato dal tenente colonnello Pier Eleonoro Negri e costituito da 400 bersaglieri.
Quando entrarono a Pontelandolfo, il 14 agosto del 1861, questi soldati, che già sapevano della strage dei propri commilitoni arresisi, videro che i loro stessi corpi erano stati smembrati ed appesi dai briganti come trofei in diverse parti della località, con il capo mozzo del tenente Bracci che era stato conficcato su d'una croce, come si è detto sopra.»
(Marco Vigna, Il nuovo monitore napoletano)
In parte diversa invece la versione dei fatti riportata nel 1867 dallo storico casertano Giacinto de' Sivo (Storia delle Due Sicilie, dal 1847 al 1861), ex alto funzionario del Regno delle Due Sicilie proclamatosi fedele alla dinastia borbonica dopo l'Unità d'Italia e in seguito arrestato; secondo il de' Sivo infatti, una volta entrati i militari in paese uno di essi fu subito ucciso e i compagni, spaventati e ricevute munizioni dal vicesindaco, si asserragliarono nella torre ex baronale che furono costretti ad abbandonare per ordine del tenente per via dei colpi di fucile che vi penetravano; lasciata la torre i militari furono assaliti da gente del popolo armata e provarono a piegare verso San Lupo, dove era situato il quartier generale. Ma poiché la strada era sbarrata da alcuni napoletani sbandati con a capo il brigante Angelo Pica, i militari si trovarono fra due fuochi: un primo soldato rimase ucciso con un sasso in fronte scagliato da una donna; altri cinque caddero colpiti da moschettate. Da qui le versioni cominciano a divergere in misura decisa: per de' Sivo il tenente fu infatti «accoppato» per vendetta dai suoi stessi uomini, arrabbiati perché aveva fatto abbandonare la torre; presi prigionieri da Pica furono quindi tutti e trentasette fucilati a Casalduni.
Un sergente del reparto sfuggì alla cattura e successiva uccisione e riuscì a raggiungere Benevento, dove informò i suoi superiori dell'accaduto. Costoro chiesero a loro volta un dettagliato rapporto ai capitani locali della Guardia Nazionale Saverio Mazzaccara e Achille Jacobelli. Ottenuti dettagli sull'accaduto, le autorità di Benevento informarono quindi il generale Enrico Cialdini. Racconta Carlo Melegari, a quel tempo ufficiale dei bersaglieri, che il rapporto inviato a Cialdini conteneva una descrizione raccapricciante dell'uccisione dei bersaglieri. Cialdini, consultandosi con altri generali, ordinò l'incendio di Pontelandolfo e Casalduni con la fucilazione di tutti gli abitanti dei due paesi "meno i figli, le donne e gli infermi".

### La rappresaglia del 14 agosto a Pontelandolfo e Casalduni
(Cialdini al colonnello Negri)

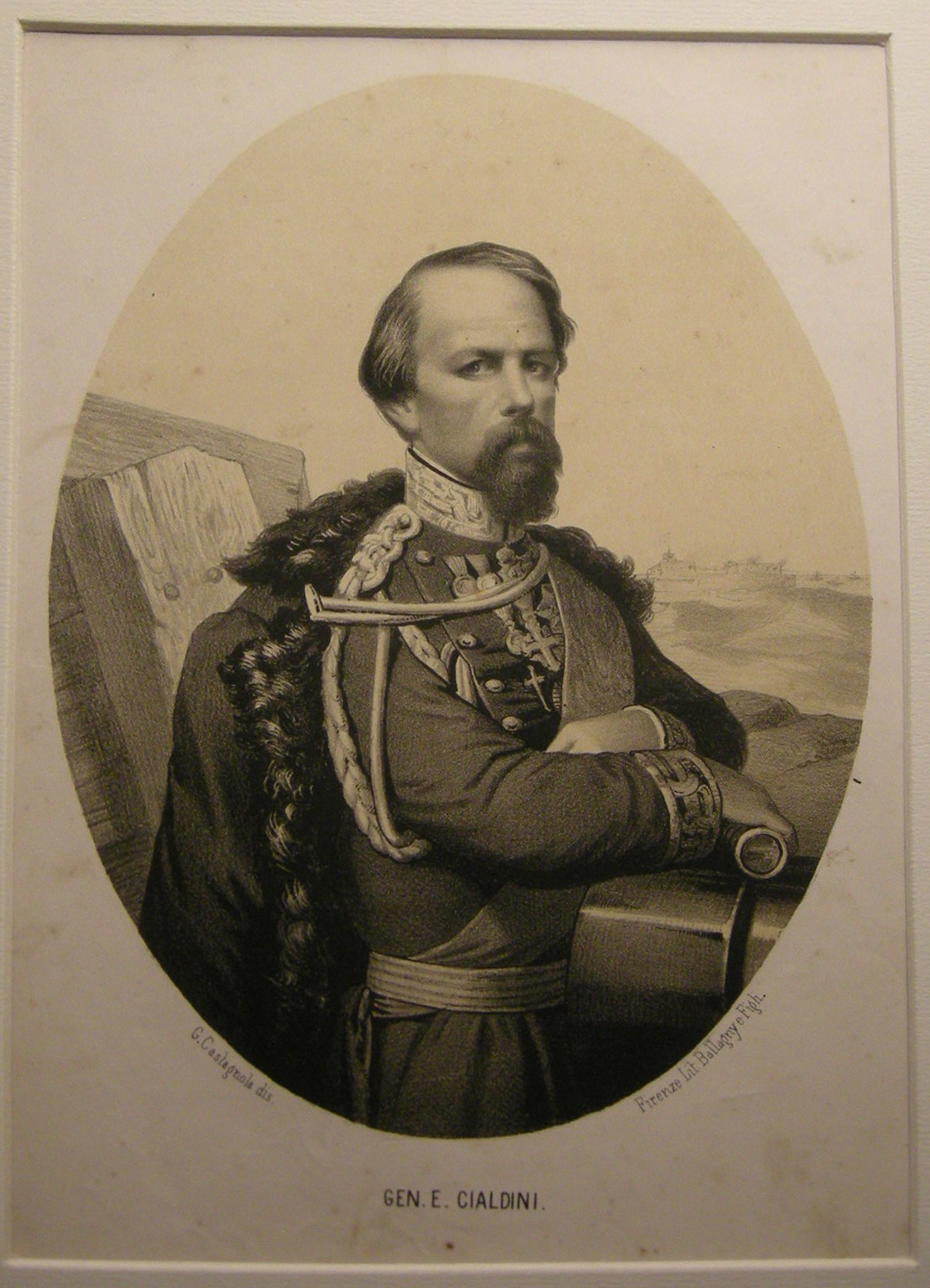
Il generale Enrico Cialdini che ordinò di riportare l’ordine a Pontelandolfo e Casalduni

Il generale Cialdini, per l'attuazione del piano, incaricò il colonnello Pier Eleonoro Negri e il maggiore Melegari, che comandavano due reparti della divisione del generale Maurizio Gerbaix de Sonnaz. I due reparti si diressero rispettivamente a Pontelandolfo e a Casalduni. All'alba del 14 agosto i soldati raggiunsero i due paesi. Mentre Casalduni fu trovata quasi disabitata (gran parte degli abitanti era fuggita dopo aver saputo dell'arrivo delle truppe), a Pontelandolfo i cittadini vennero sorpresi nel sonno. Le chiese furono assaltate, le case furono dapprima saccheggiate per poi essere incendiate con le persone ancora all'interno. In alcuni casi, i bersaglieri attesero che i civili uscissero delle loro abitazioni in fiamme per poter loro sparare. Gli uomini furono fucilati mentre le donne (nonostante l'ordine di risparmiarle) furono sottoposte a sevizie o stuprate. Carlo Margolfo, uno dei militari che parteciparono alla spedizione punitiva, scrisse nelle sue memorie:
(Carlo Margolfo)

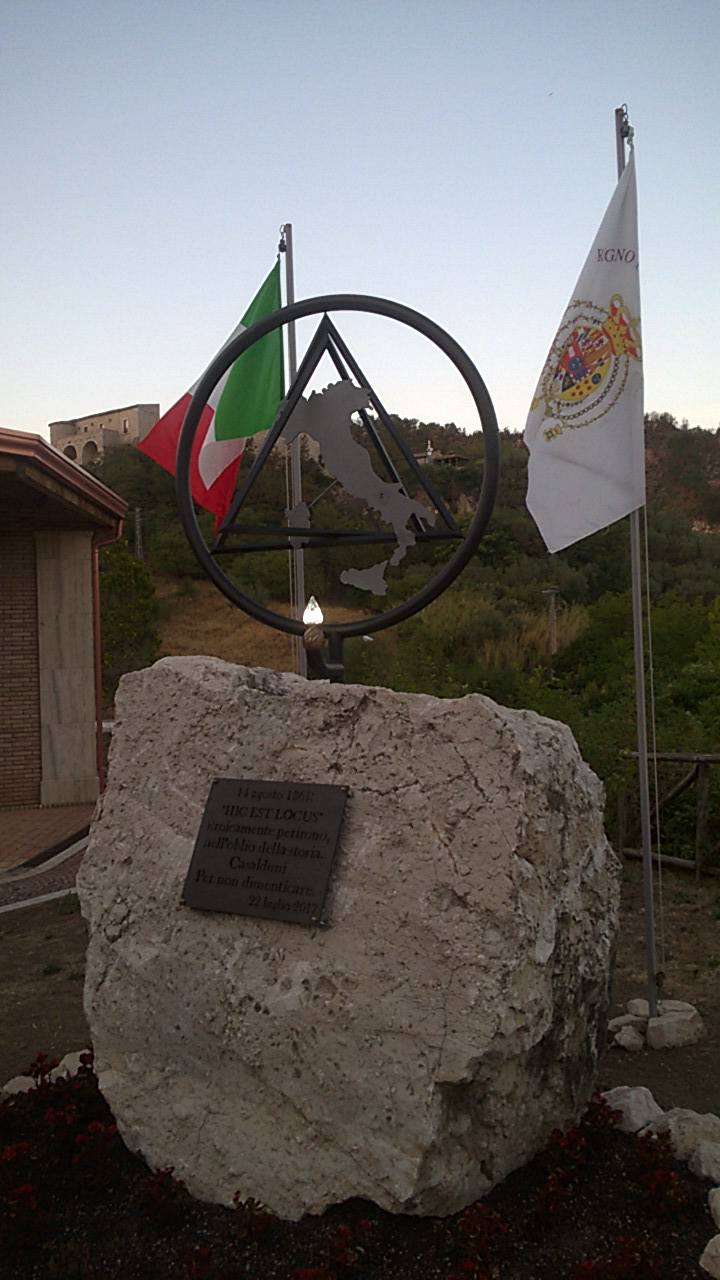
Monumento in memoria della strage compiuta a Casalduni dal regio esercito italiano nel 1861. Nella rappresentazione della penisola italica è presente un buco proprio nel punto in cui sorge tale paese.

Alcuni particolari della rappresaglia si leggono nel Discorso contro l'operato del Ministero, relazione parlamentare che il deputato milanese Giuseppe Ferrari tenne a seguito del suo sopralluogo a Pontelandolfo il 1º novembre del 1861. Nella relazione si citano due fratelli Rinaldi, uno avvocato e l'altro negoziante, entrambi sostenitori dei Piemontesi. I due, usciti di casa per incontrarli, vennero presi e rapinati del denaro e poi fucilati sul posto; uno dei due fu finito a colpi di baionetta. Un altro episodio citato è quello di una fanciulla, tale Concetta Biondi, che resistendo allo stupro fu uccisa a fucilate.
Nicolina Valillo diede dell'episodio una versione più romanzata:
(Nicolina Vallillo)
Al termine dell'azione il colonnello Negri telegrafò a Cialdini:
(Pier Eleonoro Negri)

## Le conseguenze
Dopo i fatti di Pontelandolfo e Casalduni ebbero termine le sollevazioni dei reazionari, ma nel beneventano continuò per qualche periodo l'attività brigantesca: non più supportata da motivi ideologici essa si rivolse al saccheggio e alla rapina. Le bande mancavano di un capo unico e agivano divise senza supportarsi a vicenda; agivano tagliando linee telegrafiche e strade di comunicazione, infestando i passi appenninici e uccidendo chi resisteva. Dopo alcuni mesi il brigantaggio riprese forza con il capobanda Michele Caruso: il brigante seminò morte e distruzione fino a quando, tradito da uno della banda, venne catturato e fucilato sul largo di Porta Rufina a Benevento insieme a un suo seguace poco più che quindicenne ma che aveva già dato prova di particolari crudeltà. Morto il Caruso e disfatta la sua banda, il brigantaggio nella zona ebbe un rapido e inesorabile declino cui seguì un miglioramento generale delle condizioni di vita nel beneventano.
La strage di Pontelandolfo, già all'epoca denunciata come ingiustizia in Parlamento dal deputato Giuseppe Ferrari, è ricordata come una pagina nera nella storia italiana, sebbene sia stata per molto tempo trascurata dalle autorità statali. Il 14 agosto 2011 Giuliano Amato, presidente del comitato per le celebrazioni del centocinquantenario dell'Unità d'Italia, durante un intervento pubblico ha ritenuto corretto porgere le scuse della Repubblica per non aver dato risalto al riconoscimento delle istituzioni.

## Il dibattito sul conteggio delle vittime
Nel tempo si è cercato di dare una dimensione al numero di vittime dei tre episodi: per la sommossa a Casalduni del 7 agosto le fonti dell'epoca sono discordi e accennano, nei diversi casi, a un ferito o a un morto, oppure ancora a un morto e un ferito, e i nomi delle vittime comunque non coincidono. Nell'episodio della ricognizione dei militari dell'11 agosto i dati ufficiali parlano invece di quarantadue o quarantacinque caduti fra le file dell'esercito.
Per quanto riguarda l'episodio della rappresaglia a Pontelandolfo e Casalduni del 14 agosto il numero delle vittime civili è stato fissato fra le 13 e i 17, il primo dei quali è stato accertato in base a una ricerca documentaria effettuata dal ricercatore locale Davide Fernando Panella, basata sulla lettura dei registri parrocchiali della chiesa della Santissima Annunziata, annotati dal canonico Pietro Biondi e dal canonico Michelangelo Caterini (firmatario degli atti di morte): 13 persone (undici uomini e due donne) sarebbero morte il giorno stesso della strage (dieci direttamente uccisi e due nel rogo delle case) e una tredicesima sarebbe morta il giorno seguente.
Nel 2016 venne scoperta una lettera d'epoca datata 3 settembre 1861, pubblicata sulla rivista Frammenti del Centro culturale per lo studio della civiltà contadina nel Sannio di Campolattaro. L'autrice della lettera era la signora Carolina Lombardi, di Pontelandolfo, sposata con don Salvadore Tedeschi, speziale in Campolattaro, che riferisce che «nel [...] conflitto perirono circa 13 persone» confermando dunque la veridicità della ricerca svolta da padre Davide Fernando Panella.
Le ricostruzioni che vedono elevarsi le vittime fino a conteggiare oltre le 1000 sono prive di ogni fondamento e rilegabili ad una stampa di tipo sensazionalistico.

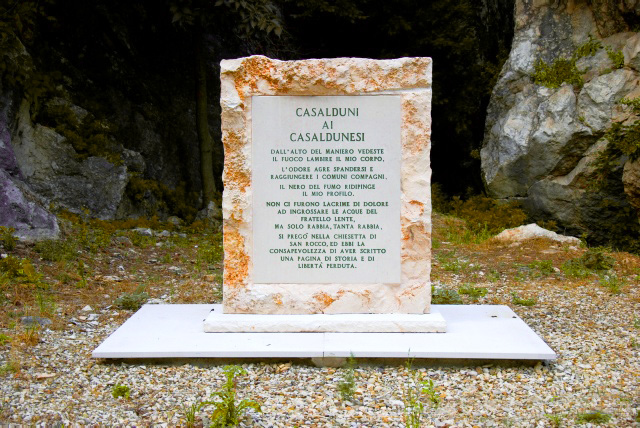
Una lapide commemorativa nei pressi di uno dei luoghi dell'eccidio

## Nella cultura di massa
Il 14 agosto del 1973 il gruppo musicale milanese degli Stormy Six tenne in Pontelandolfo un concerto nel corso del quale, con una canzone di protesta (Pontelandolfo), si denunciò "la grande macchia della Storia italiana". In seguito all'evento, i familiari delle vittime lanciarono la prima petizione per chiedere la verità sul massacro.
Il massacro è stato raccontato a fumetti, dal pittore, grafico e fumettista viterbese Riccardo Fortuna, nel romanzo a fumetti Agosto 1861 – Pontelandolfo.